# El Vilaró (Sant Bartomeu del Grau)
el Vilaró és un mas a 1,5 km al nord-oest del nucli de Sant Bartomeu del Grau (Osona). Edifici civil orientat a ponent amb teulada a dues vessants. A l'edifici més antic, datat a la Sala al 1666, s'hi accedeix per un portal dovellat. Està unit a dos cossos més moderns i reformats mitjançant unes voltes que conformen una lliça, trobant-hi al damunt sis arcades del segle passat ben renovades. La part més nova de la casa és un cos més baix que té una galeria (1970). Tot i les reformes la masia conserva l'harmonia.
El 6 de febrer de 1328 se cita a Berenguer de Vilaró en una herència que fa al seu fill Ferrer de Vilaró del mas que tenen en alou del bisbe de Vic. El llinatge es va trencar fa algunes generacions.